# Crane-Heise-Syndrom
Das Crane-Heise-Syndrom ist eine sehr seltene vererbbare Erkrankung mit einer Kombination von ungenügender Verknöcherung des Schädeldaches, Fehlbildungen im Gesichtsbereich, Veränderungen der Wirbelkörper und fehlenden Schlüsselbeinen.
Die Bezeichnung bezieht sich auf die Autoren der Erstbeschreibung aus dem Jahre 1981 durch James P. Crane und Robin L. Heise.

## Verbreitung
Bislang wurden nur wenige Fälle beschrieben. Vererbung erfolgt autosomal-rezessiv. Die Ursache ist bislang nicht bekannt. Ein offensichtlich mit der Krankheit assoziiertes Gen ist FGD1. Es befindet sich auf dem X-Chromosom, Genlocus p11.21.

## Klinische Erscheinungen
Klinische Kriterien sind:
- Ungenügende Verknöcherung der Schädelkalotte
- Gesichtsfehlbildungen (Dysmorphien) wie Mikrogenie, Gaumenspalte, Hypertelorismus und nach vorne weisende Nasenlöcher, Ohrmuschelfehlbildungen
- Aplasie der Schlüsselbeine
- häufig Aplasie von Halswirbeln
- Wachstumsverzögerung bereits intrauterin

## Diagnose
Eine vorgeburtliche Diagnostik der Fehlbildungen an Kopf und Wirbelsäule ist mit Feinultraschall möglich.

## Differentialdiagnose
Abzugrenzen sind unter anderem:
- Kleidokraniale Dysplasie
- Yunis-Varon-Syndrom
- Pyknodysostose
- CDAGS-Syndrom

## Heilungsaussicht
Die Prognose ist ungünstig, fast immer sterben die Kinder kurz nach der Geburt.